# Лин Коен
Лин Хариет Коен е американска актриса, известна е с ролите си на Магда в сериала на HBO „Сексът и градът“, също и с едноименния филм от 2008 г., продължението му от 2010 г, и с ролята на Магс в „Игрите на глада: Възпламеняване“.

## Биография
Лин Коен е родена на 10 август 1933 г. в Канзас Сити, Мисури, в еврейско семейство. Учи по една година в Университета на Уисконсин и Северозападния университет, след което се премества в Сейнт Луис, където започва да играе в регионалния театър.

### Кариера
Коен започва кариерата си през 70-те години, като се появява в продукции извън Бродуей.
Първата ѝ забележителна роля в киното е в комедията от 1993 г. „Мистериозно убийство в Манхатън“. От 1993 до 2006 г. тя играе съдия Елизабет Мизенер в драматичния сериал на NBC „Закон и ред“. От 2000 до 2004 г. Коен има повтаряща се роля като Магда в комедийния сериал на HBO „Сексът и градът“. Тя повтаря ролята си в 2008 филма със същото име, както и за продължението пред 2010 г. Коен също се появява в „Мюнхен“ (2005) като Голда Меир и в „Игрите на глада: Възпламеняване“.

### Личен живот
Коен се жени за Гилбърт Фрейзън през 1954 г., но се развеждат 6 години по-късно пред 1960 г. През 1964 г. тя се жени за Роналд Теодор Коен до смъртта си пред 2020 г.

### Смърт
Коен умира на 14 февруари 2020 г. в Ню Йорк.